# Mastec LPI AB
Mastec LPI AB var ett tillverkningsföretag i Lidköping som konstruerade maskiner till industrin, grundat 1952 och begärt i konkurs 2009.
Mastec hade tre huvudinriktningar; utveckling och konstruktion, skärande bearbetning och avancerat montage. Detta innebar att de kunde göra allt från prototypframtagning till serieproduktion av komponenter och montage av komplicerade maskiner, till utveckling av tekniska produkter.
Mastec begärdes i konkurs 2009 då försäljningen av produkter från företaget på kort tid hade minskat med cirka 65 procent. Företaget hade när det begärdes i konkurs 127 anställda.
Företaget ägdes av Mastec-koncernen som i sin tur ägdes av två ägarfamiljer Carlsson. Koncernen uppgavs ha tillfört över 75 miljoner kronor till Lidköpingsfabriken utan att produktionen blev lönsam.